# Vrba bílá
Vrba bílá (Salix alba) je obvykle mohutný, rychle rostoucí strom z čeledi vrbovitých, původní v české flóře. Vysazuje se též jako okrasná dřevina. Jméno druhu je odvozeno od zbarvení listů, které jsou světlejší než u většiny jiných druhů vrb.

## Popis

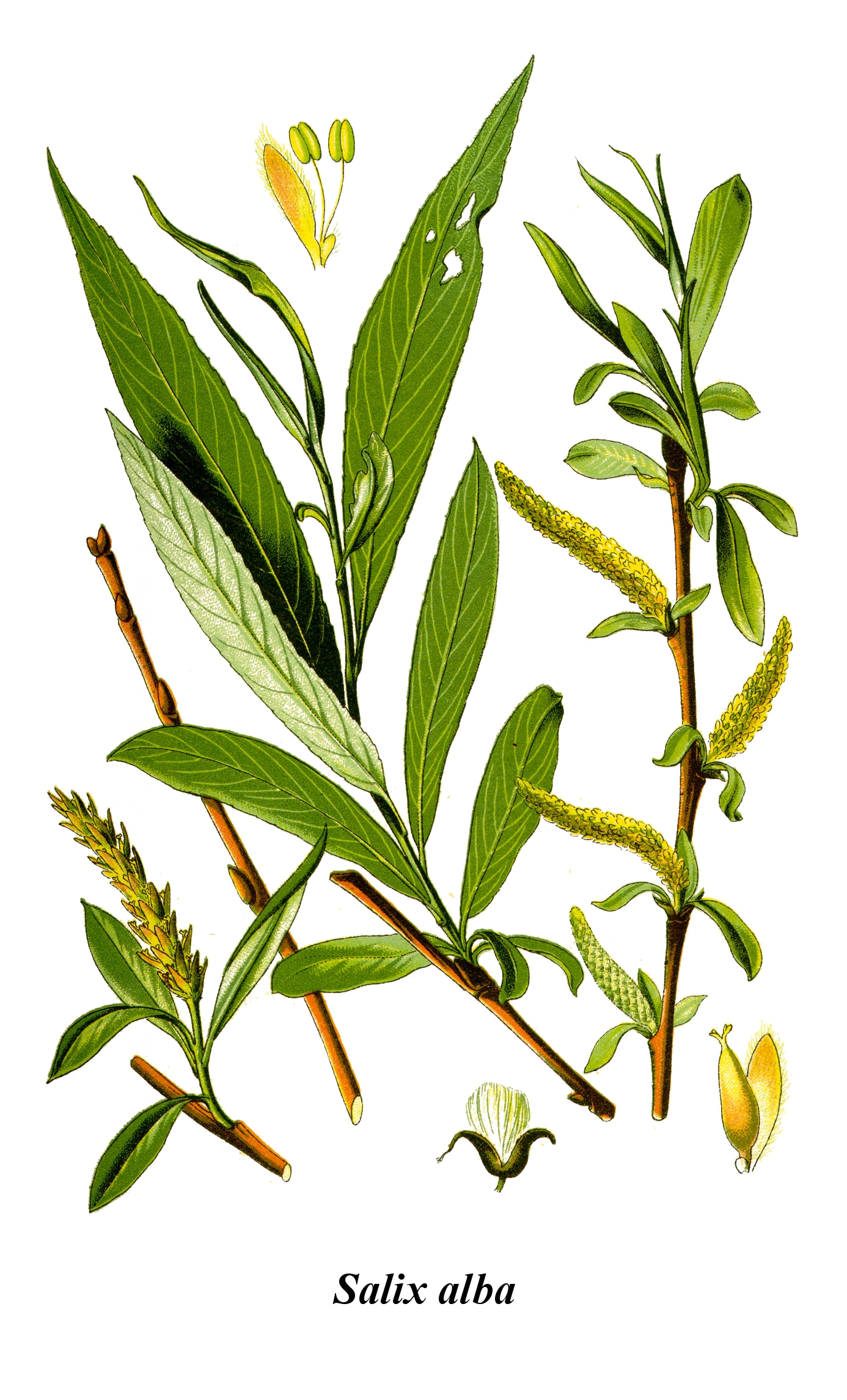
Botanická ilustrace

Je to statný opadavý listnatý strom rostoucí na vlhkých půdách a dosahující výšky 15 až 35 metrů. Roste rychle, ale dožívá se jen 80–100 let, průměr kmene často přesahuje 1 m. Borka mladých stromů je hladká, u starších hrubě podélně brázditě rozpukaná. Větve jsou vzájemně postavené v ostrém úhlu; přitiskle chlupaté, převisající letorosty jsou dlouhé, tenké, ohebné, hnědé či hnědofialové barvy, ale mohou být též žluté, oranžové či červené. Značně rozvinutý kořenový systém dřevinu dobře upevňuje i v nestabilním mokrém terénu; v případě potřeby dokáže vytvářet přídatné kořeny i skrze borku.
Listy jsou střídavé, na obvodu jemně pilovité, 7–11 cm dlouhé a 1,2–1,6 cm široké a porostlé jemnými bílými chloupky, řídce z horní strany a hustě ze spodní strany. Vyvinuty jsou také drobné polokopinaté palisty, které záhy opadávají. Pupeny jsou tupě kuželovité, chlupaté.
Jako u jiných vrb jde o dvoudomý strom s květy uspořádanými v jehnědách, které jsou úzce válcovité, 4–6 cm dlouhé. Kvetou na počátku jara (obvykle v dubnu), současně s rašením listů. Samčí květy mají dvě chlupaté tyčinky obklopené zelenožlutými listenci a dvě nektariové žlázky, samičí květy dvoulaločnou, ven zakřivenou bliznu na krátké čnělce. K hlavním opylovačům patří včely. Plod je kuželovitá tobolka s mnoha ochmýřenými semeny, dozrává v květnu.
Ploidie druhu je 2n = 76.

## Ekologie a rozšíření

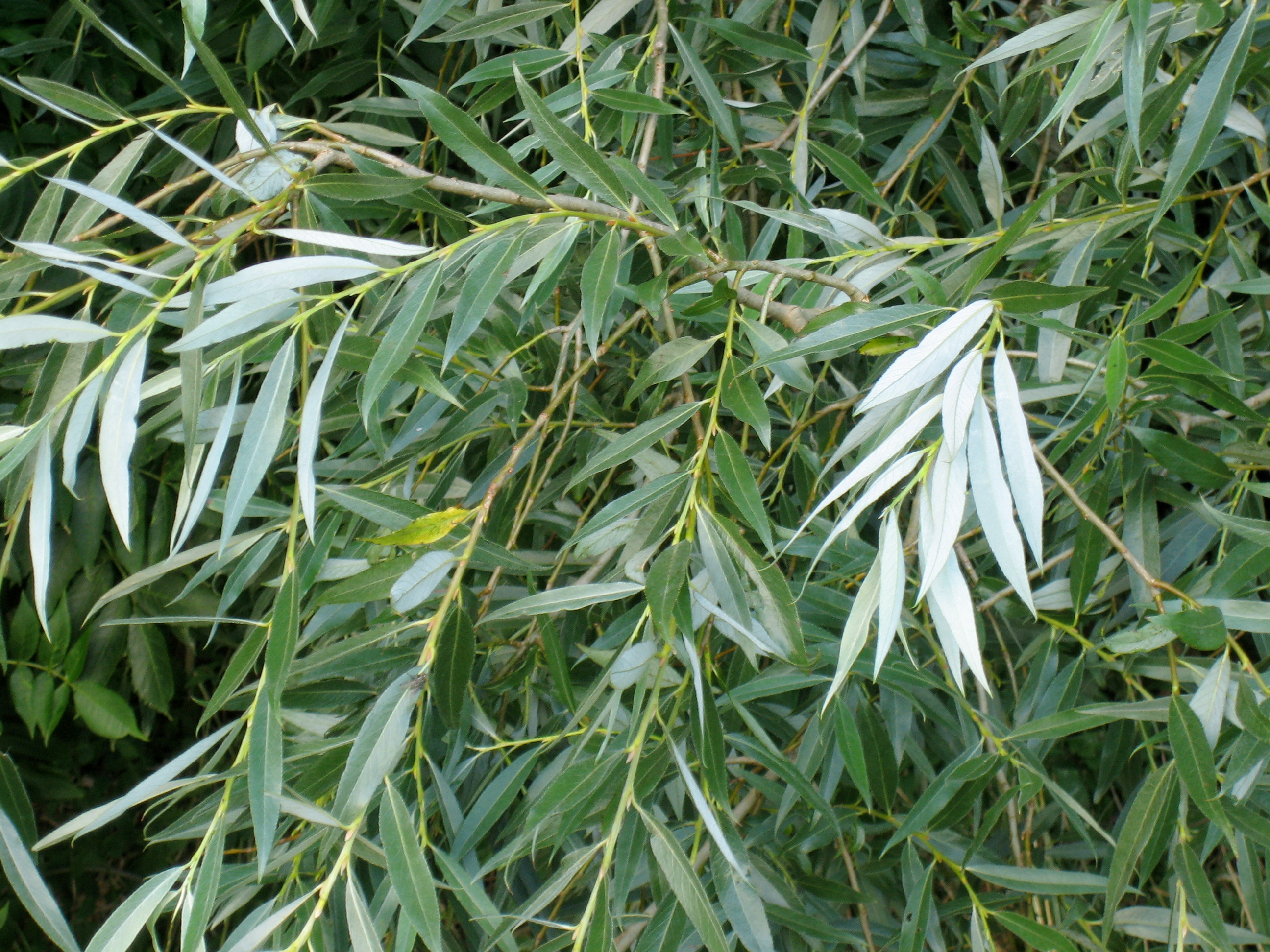
Detail olistění a letorostů

Vrba bílá je jednou z hlavních dřevin lužních lesů a diagnostickým druhem svazu Salicion albae (měkké, vrbotopolové luhy). Roste též podél vodních příkopů, na náspech a v pískovnách. Preferuje hluboké, úživné, hlinité půdy s vyšší hladinou spodní vody, dobře snáší zaplavování (až v délce 60 dnů). Je světlomilná, ale na rozdíl od vrby křehké snese i slabší boční zastínění.
Rozsáhlý areál jejího rozšíření zasahuje z Evropy až do Střední Asie, roste také v severní Africe. Ve střední Evropě je jednou z nejrozšířenějších vrb, vyskytuje se především v nížinách a pahorkatinách teplejších oblastí, méně často v mezofytiku. Ve vyšších polohách je pouze pěstována, často jako tzv. "hlavatá vrba" z ladovských obrázků vzhledem ke svojí vynikající kmenové i pařezové výmladnosti. Vyžaduje dlouhou vegetační dobu, ve vyšších polohách proto bývá poškozována ranými i pozdními mrazy.

## Hybridizace

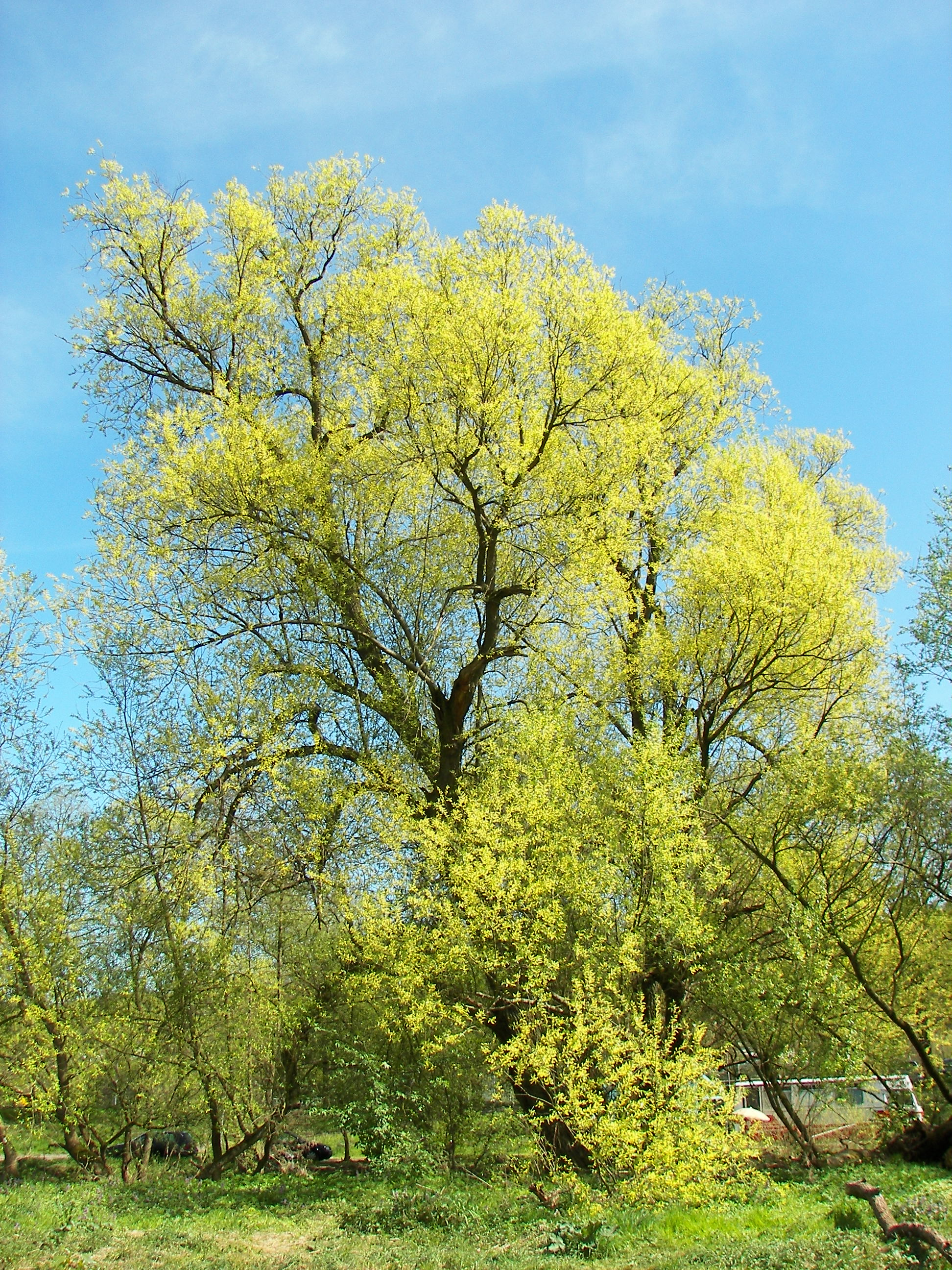
Rozkvetlý samčí strom na jaře

Vrba bílá je jedním z nejčastěji se křížících druhů vrb. Ve střední Evropě se hojně vyskytuje zejména její hybrid s vrbou křehkou, zvaný Salix ×rubens, méně často lze nalézt též křížence s vrbou trojmužnou (Salix ×undulata) nebo pětimužnou (Salix ×ehrhartiana). Kříženec s vrbou babylónskou – vrba náhrobní (Salix ×sepulcralis) je ve středoevropských podmínkách nejčastěji vysazovanou "smuteční vrbou"; vyznačuje se žlutými silně převisajícími letorosty a vyskytuje pouze v samčích exemplářích.

### KomplexSalix×rubens
Salix ×rubens (česky někdy uváděn jako vrba červenavá) je spontánní hybrid vrby bílé a křehké, který často vzniká na místech dotyku a překryvu jejich areálů. Jedná se o plodného křížence schopného dále se křížit, a to i zpětně s oběma rodičovskými druhy, takže místy nabývá nepřehledného charakteru hybridního roje. I jeho morfologické znaky tedy značně variují na kontinuální škále mezi vrbou bílou a křehkou: pružné a místy převisající, lysé letorosty jsou v barevné škále vrby bílé, zároveň ale křehce lámavé; listy jsou svrchu lysé, vespod jemně pýřité, proměnlivého tvaru, obvykle s vytaženou špičkou, ale širší než u vrby bílé.
Vrba červenavá je značně vitální a odolný kříženec s velmi dobrými růstovými kvalitami a jedna z nejběžnějších hybridních vrb v prostoru střední Evropy. Vyskytuje se velmi hojně na středních a dolních tocích řek, na některých místech (Litovelské Pomoraví, soutok Dyje a Moravy) i častěji než oba rodičovské taxony. Doporučován je jako rychle rostoucí dřevina i k pěstování na biomasu.

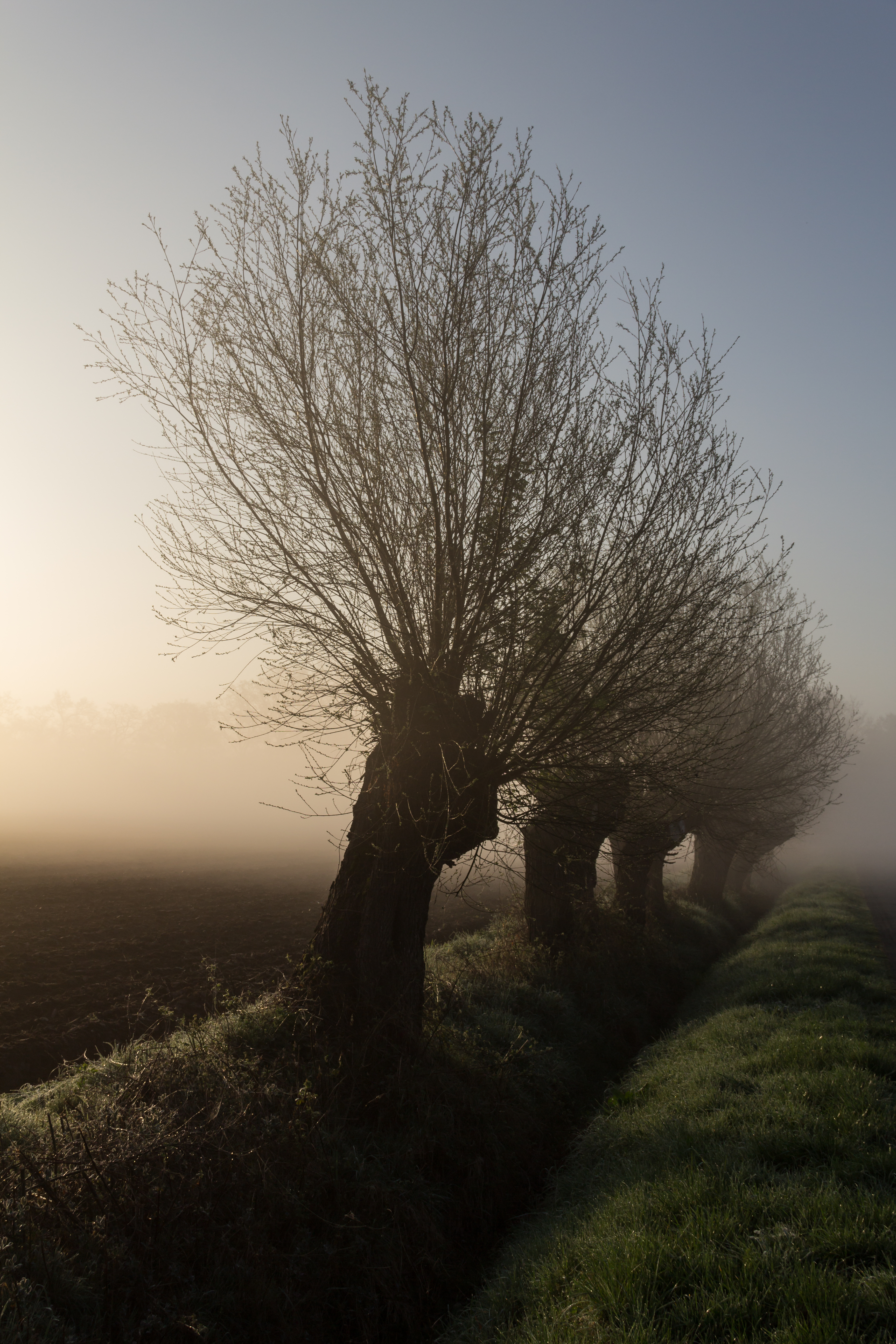
Vrba bílá pěstovaná jako hlavatá vrba

## Využití
Měkké, pórovité, lehké, pružné, ale nepříliš trvanlivé dřevo vrby bílé se používá mj. pro výrobu pálek na kriket, dále též na překližky, bedny a celulózu pro papírenský průmysl. Z kůry byla roku 1838 poprvé izolována kyselina salicylová, z ní pak byl roku 1899 synteticky připraven aspirin. Jde o dobrou medonosnou dřevinu poskytující kvalitní jarní pastvu včelám. Vysazuje se také jako okrasný strom, zejména jako solitéra ve vlhčích parcích či jako alejový strom na nábřežích.

### Okrasné kultivary
Rozšířený je kultivar s převislými větvemi, tzv. vrba bílá smuteční (Salix alba cv. 'Tristis'); zmíněná podobně vypadající vrba náhrobní (Salix x sepulcralis) se liší olistěním, které vytrvává na stromě zelené až dlouho do podzimu. Kultivar 'Vitellina' má větve žluté, nepřevislé, kultivar 'Chermesiana' oranžové. Dekorativní je nápadně stříbřitý vzhled Salix alba 'Sericea' daný hustým ochlupením listů.